# Ruisseau de Rohan
Le ruisseau de Rohan (ou ruisseau de Meucon) est un cours d'eau du Morbihan, affluent en rive droite de la Marle, qui traverse la ville de Vannes. Sa longueur est de 14 km et son bassin versant couvre 143 km2.

## Toponymie
Le cours d'eau est connu sous le nom de «ruisseau de Rohan» à Vannes, en référence au duc de Rohan, qui a fait aménager un moulin sur son cours, dans l'actuel quartier de Rohan, au XVe siècle, avant de le donner au chapitre de la cathédrale. 
Sur le site du SANDRE, le cours d'eau est décrit sous le nom de «ruisseau de Meucon», du nom de la commune qu'il traverse en amont de Vannes. C'est aussi cette dénomination qui est mentionnée sur la carte IGN au 1/25 000.
En 1636, le ruisseau est désigné sous le nom de Fromer par Dubuisson-Aubenay.

## Parcours
Le ruisseau prend sa source sur la commune de Locqueltas, à quelque 125 mètres d'altitude et à la lisière du champ de tir de Meucon. Il s'écoule vers le sud, traverse Meucon, longe Plescop, puis entre à Vannes. Désormais orienté vers le sud-est, il longe le quartier de Ménimur et le vélodrome de Vannes, et constitue le cœur du parc de Kermesquel. Après avoir franchi la voie Express et la voie ferrée, le ruisseau longe l'avenue Georges-Pompidou. Totalement canalisé et enfoui à partir du Palais des Arts, il rejoint la Marle à sa sortie de l'étang au Duc.

## Éléments notables
Au lieu-dit le Guernevé, à Meucon, une partie de l'eau du Meucon est captée pour être acheminée à Vannes, où elle sert d'eau potable. 
À Vannes, dans le quartier de Rohan, le ruisseau traversait jadis l'étang de Rohan, aujourd'hui asséché. Il s'y trouvait le moulin de Rohan, qui a été transformé en moulin à vapeur en 1835 (le premier du genre à Vannes). En 1880, le moulin devient un moulin de tannerie.
Deux autres moulins subsistent plus en amont: les moulins de Bot-Lann et Brambec.